# Banca centrale delle Bahamas
La banca centrale delle Bahamas è la banca centrale dello stato caraibico delle Bahamas.
Le monete e le banconote ufficiali che stampano e coniano è il dollaro delle Bahamas.